# Grandhotel Pupp
Das Grandhotel Pupp ist ein Luxushotel in Karlsbad. Es besteht aus 228 Zimmern und ist der Veranstaltungsort des jährlich stattfindenden Filmfestivals von Karlsbad.

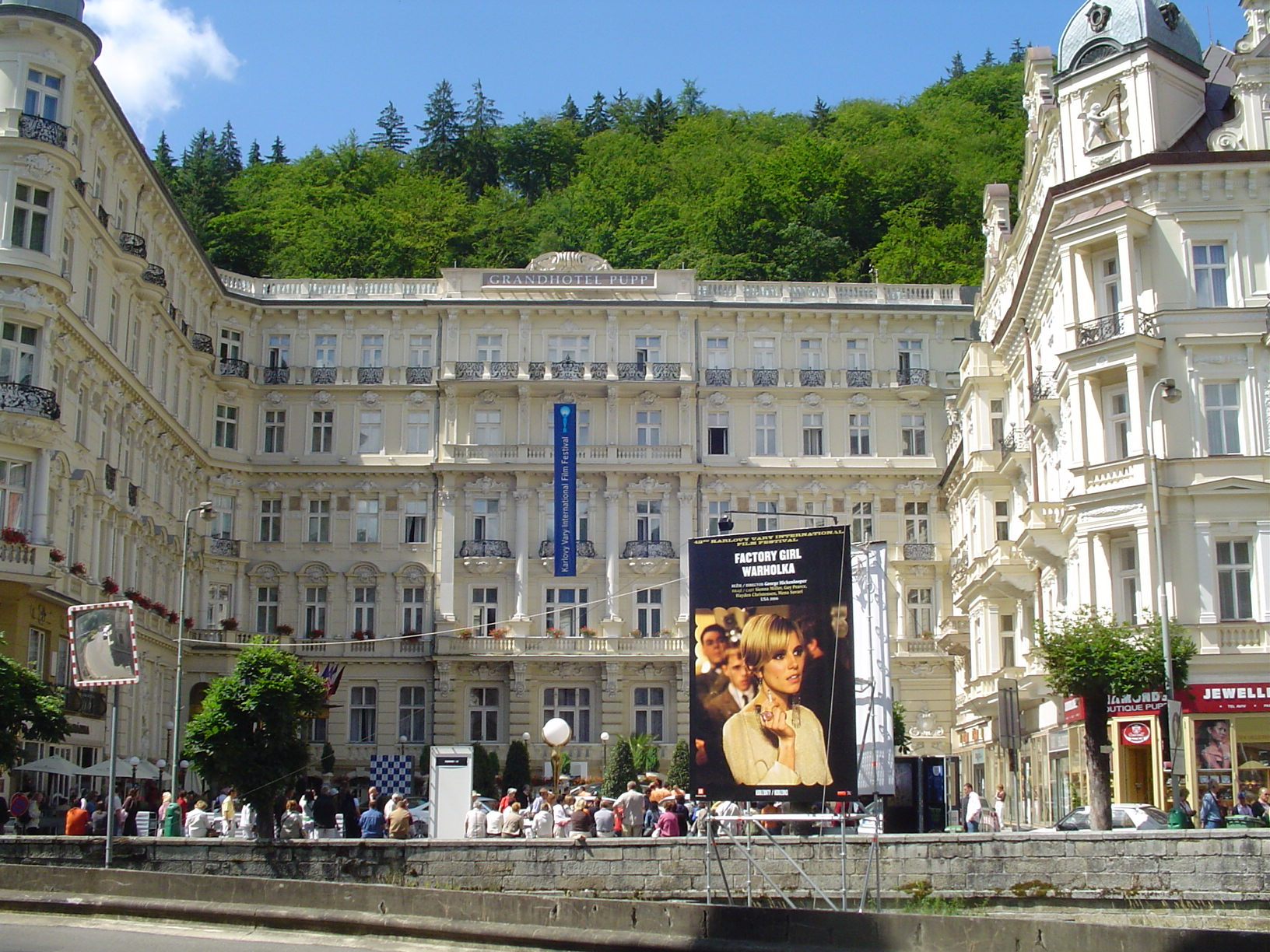
Das Grandhotel Pupp während des Filmfestivals

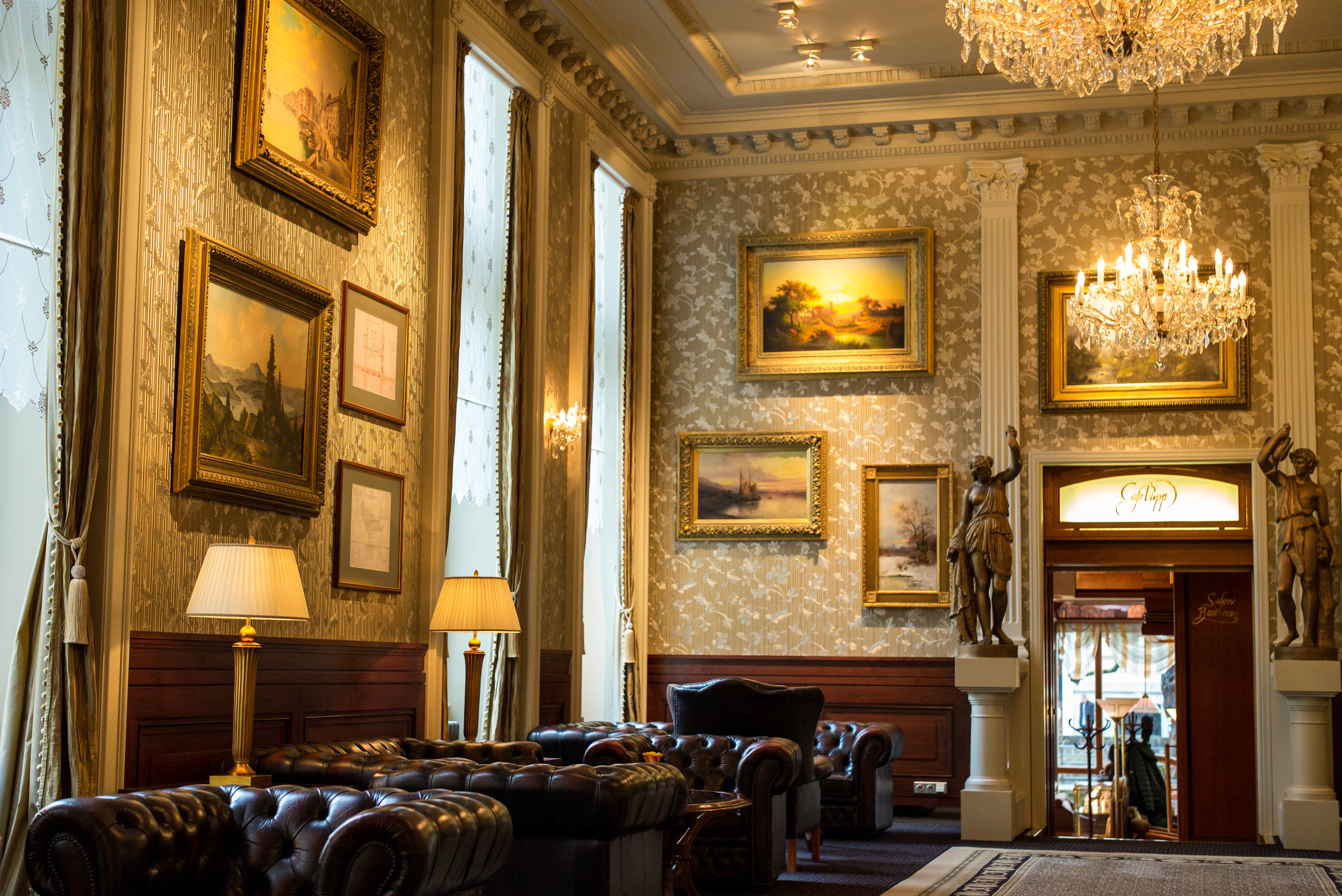
Innenansicht

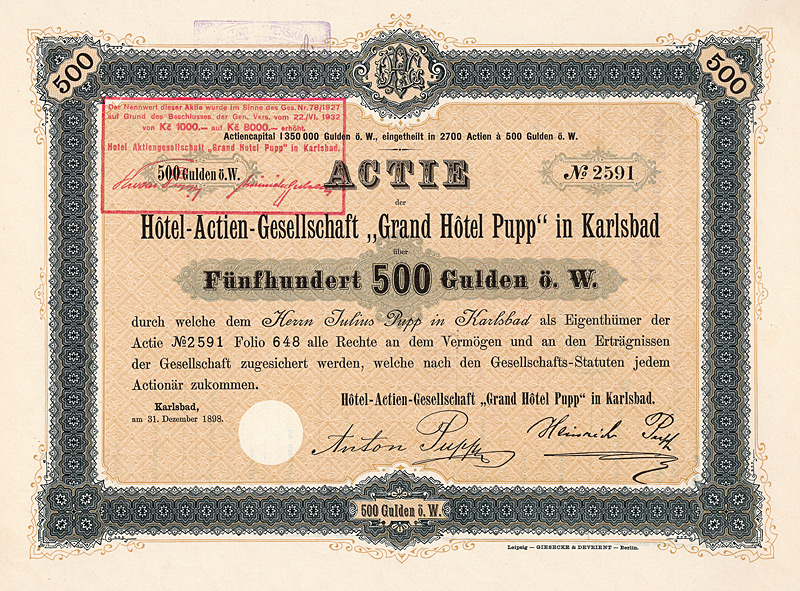
Aktie über 500 Gulden der Hotel-AG Grand Hotel Pupp vom 31. Dezember 1898

## Geschichte
Auf dem Gelände des heutigen Hotels wurde erstmals 1701 von dem Karlsbader Bürgermeister Anton Deiml auf Wunsch von August dem Starken ein Vergnügungsetablissement gebaut, das die Bezeichnung Sächsischer Saal erhielt. Der spätere Bürgermeister Andreas Becher ließ 1728 auf demselben Grundstück noch ein Lusthaus errichten, das im rechten Winkel zum Sächsischen Saal erbaut wurde und als Böhmischer Saal bekannt wurde. 
1760 kam der Konditor Johann Georg Pupp (* 17. April 1743 Weltrus, † 16. Februar 1810 Karlsbad) nach Karlsbad, wo er zunächst für den örtlichen Konditor Peter Mitterbach arbeitete. Die Witwe des ehemaligen Bürgermeisters Becher verkaufte schließlich ein Drittel des Böhmischen Saals an Mitterbachs Tochter Franziska, die Pupp 1775 heiratete. Er wurde kurz darauf alleiniger Eigentümer beider Säle und errichtete auf demselben Areal noch den kleinen, sehr vornehmen Gasthof Zum Auge Gottes, der sich Auf der Wiese Nr. 311 befand. Im Jahre 1812 bestand das Haus aus zwei Stockwerken mit jeweils fünf Fenstern zur Straße. Um 1830 war in dem Haus noch eine Musikalienhandlung untergebracht. Der Gasthof Zum Auge Gottes ist das heutige Café Pupp. Der Böhmische Saal wurde unter Pupp zu einem beliebten Konzert- und Ballsaal umgebaut, allerdings wurden die beiden Säle im November 1892 abgerissen, um mit dem Aufbau eines modernen Hotels zu beginnen.
Zwischen 1896 und 1907 wurden die Gebäude des Areals von den Wiener Architekten Ferdinand Fellner und Hermann Helmer zu einem neobarocken Prachtbau erweitert, der unter Julius Pupp (1870–1936) zu Weltruhm gelangte.
Nach dem Zweiten Weltkrieg wurde das Haus durch die Regierung der Tschechoslowakei verstaatlicht und 1950 in Grandhotel Moskva umbenannt. 1989 wurde es wieder privatisiert und umfangreich restauriert. Seitdem trägt es wieder die Bezeichnung Grandhotel Pupp.
Zu den berühmten Gästen des Hotels zählte u. a. Ludwig van Beethoven, der dort den Sommer 1812 verbrachte und am 6. August ein Konzert im Böhmischen Saal zusammen mit dem Geiger Giovanni Battista Polledro gab. Das Grandhotel Pupp diente mehrmals als Drehort, so 1992 für das Liebesdrama Die Tigerin, 2006 für die Komödie Noch einmal Ferien mit Queen Latifah und 2006 in dem James-Bond-Film Casino Royale als Hotel Splendide in Montenegro. Es war außerdem eines der Vorbilder für die Gestaltung des Grand Budapest Hotels im gleichnamigen Film von 2014.

## Berühmte Gäste

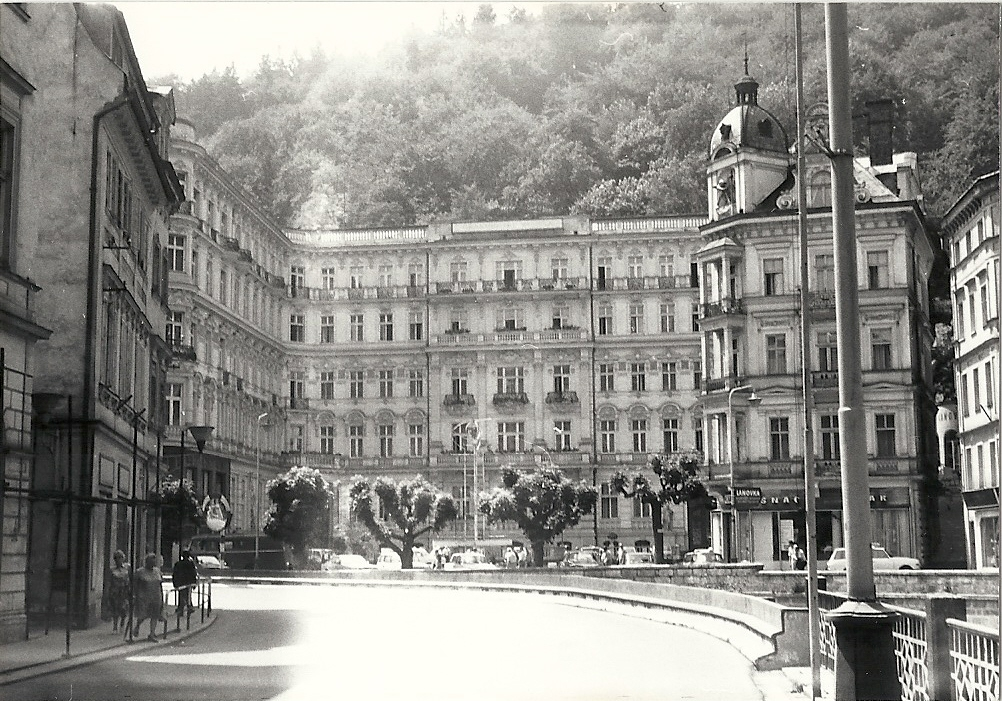
Das Hotel im Jahr 1977

- Ludwig van Beethoven
- Napoleon
- Franz Kafka
- Peter der Große
- Richard Wagner
- Karl Marx
- Otto von Bismarck
- Leonid Breschnew
- Daniel Craig
- Eva Green
- Johnny Depp
- Helen Mirren
- Robert Redford
- Scarlett Johansson
- Queen Latifah